# Wspólnota administracyjna Am Brahmetal
Wspólnota administracyjna Am Brahmetal (niem. Verwaltungsgemeinschaft Am Brahmetal) – wspólnota administracyjna w Niemczech, w kraju związkowym Turyngia, w powiecie Greiz. Siedziba wspólnoty znajduje się w miejscowości Großenstein.
Wspólnota administracyjna zrzesza osiem gmin wiejskich: 
1. Bethenhausen
2. Brahmenau
3. Großenstein
4. Hirschfeld
5. Korbußen
6. Pölzig
7. Reichstädt
8. Schwaara